# مهرداد یکم ایبری
مهرداد یکم (میهردات یکم) (گرجی: მითრიდატე I) پادشاه ایبریا (کارتلی، گرجستان) در قرن یکم میلادی بود که سلطنتش به واسطه نقش برجسته وسپاسیان شناخته شده‌است. کیریل تومانوف سالهای سلطنت او را ۵۸–۱۰۶ می‌داند.